# 18 Armia (III Rzesza)
18 Armia (niem. 18 Armee) – jedna z niemieckich armii z okresu II wojny światowej, brała udział w agresji na Francję i ataku na Związek Radziecki. 

## Historia
Utworzona 4 listopada 1939 na bazie sztabu 5 Armii. W grudniu 1939 i styczniu 1940 przebywała na zachodnich terenach III Rzeszy. Brała udział w agresji na Francję i zdobyciu Paryża. Początkowo podlegała Grupie Armii B. Od 22 czerwca 1941 w składzie Grupy Armii Północ uczestniczyła w agresji na ZSRR. W czasie operacji zaczepnej prowadzonej od 26 listopada do 28 grudnia 1941 przez Armię Czerwoną, jej oddziały prawego skrzydła doznały znacznych strat. W czasie walk pod Leningradem, 12 lipca 1942 roku nad rzeką Wołchow żołnierze z 18 Armii wzięli do niewoli gen. Andrieja Własowa, dowódcę 2 Armii Uderzeniowej Armii Czerwonej. W 1945 wchodziła w skład Grupy Armii Kurlandia. Otoczona w tzw. kotle kurlandzkim w maju 1945 oddała się do niewoli Armii Czerwonej.

## Dowódcy
- listopad 1939 - styczeń 1942: Georg von Küchler
- styczeń 1942 - marzec 1944: gen. płk Georg Lindemann[4]
- marzec - wrzesień 1944: Herbert Loch
- wrzesień 1944 - luty 1945: Ehrenfried Boege

## Struktura organizacyjna
Skład w styczniu 1940:
- X Korpus Armijny (III Rzesza)
- 520 armijny pułk łączności
- 621 kompania propagandowa
- 520 grupa tajnej policji polowej

Skład w dniu agresji na ZSRR w 1941:
- 291 Dywizja Piechoty
- I Korpus Armijny
- XXVI Korpus Armijny - gen. Albert Wodrig
  - 61 Dywizja Piechoty
  - 217 Dywizja Piechoty
- XXXVIII Korpus Armijny - gen. Friedrich-Wilhelm von Chappuis
  - 58 Dywizja Piechoty

Skład w styczniu 1944:
- III Korpus Pancerny SS
- L Korpus Armijny
- LIV Korpus Armijny
- XXVI Korpus Armijny
- XXVIII Korpus Armijny
- XXXVIII Korpus Armijny
- 23 Dywizja Grenadierów Pancernych SS „Nederland”